# Horizon 2020

Bandiera dell'Unione europea

Horizon 2020 è un programma di finanziamento valido dal 2014 al 2020 creato dalla Commissione europea, organo esecutivo dell'Unione europea, per sostenere e promuovere la ricerca nello spazio europeo della ricerca (ERA). È l'ottavo dei programmi quadro per la ricerca e lo sviluppo tecnologico, la ricerca finanziaria, lo sviluppo tecnologico, con l'accento sull'innovazione, accelerando la crescita economica e fornendo soluzioni agli utenti finali che spesso sono agenzie governative.)  Il programma, il cui budget era di 80 milioni di euro, ha preceduto Horizon Europe, programma valido dal periodo 2021-2027.

## Obiettivi
L'obiettivo del programma è quello di completare lo spazio europeo della ricerca (ERA) coordinando le politiche nazionali di ricerca e riunendo i finanziamenti di ricerca in alcuni settori per evitare duplicazioni. Horizon 2020 è considerato uno strumento politico per attuare altre iniziative politiche di alto livello dell'Unione europea, come l'Europa 2020 e l'Innovazione Union.
Horizon 2020 sta attuando anche la politica europea in materia di ricerca e innovazione ambientale (European environmental research and innovation policy) che mira a definire e trasformare in realtà un'agenda di trasformazione per il verde dell'economia e della società nel suo insieme al fine di realizzare uno sviluppo sostenibile.
L'iniziativa supporta l'open access ai risultati della ricerca, al fine di creare una maggiore efficienza, migliorare la trasparenza e accelerare l'innovazione. È stato avviato, nel 2015, il progetto European Open Science Cloud.

## Gestione del programma
Il programma è attuato dalla Commissione europea da parte di diverse direzioni generali interne (directorate generals - DG) come la Direzione generale per la ricerca e l'innovazione (DG RTD) o la Direzione generale per le reti di comunicazione, il contenuto e tecnologie o da agenzie esecutive come l'Agenzia esecutiva per la ricerca (REA), l'Agenzia esecutiva per la competitività e l'innovazione (EACI), l'Agenzia esecutiva per l'innovazione e le reti (INEA) o l'ERCE (ERCEA).

## Durata e finanziamento
Il programma si svolge dal 2014 al 2020 e prevede un finanziamento di circa 80 miliardi di euro, con un incremento del 23% rispetto alla fase precedente.
Il 25 marzo 2020 la Commissione europea ha comunicato l'allocazione di fondi aggiuntivi per 47,5 milioni di euro, in relazione all'emergenza COVID-19.
Dal 2013 al 2020, il Regno Unito ha incassato prestiti per 1,7 miliardi di sterline, più di ogni altro paese europeo.

## Idoneità
Il programma fornisce sovvenzioni a progetti di ricerca e innovazione attraverso inviti a presentare proposte aperte e competitive. Le persone giuridiche di qualsiasi paese possono presentare proposte di progetto a queste chiamate. La partecipazione da parte dell'Unione europea è esplicitamente incoraggiata. I partecipanti degli Stati membri dell'Unione europea e dei paesi associati a Horizon 2020 sono finanziati automaticamente. I paesi associati hanno firmato un accordo di associazione ai fini del presente programma quadro. A partire dal maggio 2017, 16 paesi sono stati associati a Horizon 2020. Un punto centrale di negoziato è stato il finanziamento di progetti oltre la cosiddetta Linea Verde, la linea di demarcazione tra Israele ed i suoi Stati vicini.

## Open access
L'Annotated Model Grant Agreement (AMGA), aggiornato a giugno del 2019, impone che i risultati delle ricerche finanziate con fondi europei erogati nell'ambito del programma, debbano essere pubblicati in modalità open access entro 6 mesi (scienze esatte) o 12 mesi (scienze umane e sociali) dalla data di prima pubblicazione su una rivista cartacea o online sottoposta a revisione paritaria.

## Temi

### Divario di genere
A partire da maggio 2020, il 25% delle aziende invitate alle interviste dovrà essere guidato da donne, ovvero dovranno assicurare che un ruolo centrale in azienda (amministratore delegato o posizioni equivalenti) sia occupato da una donna.

### Sostenibilità
Maggio 2020 sarà dedicato ai temi del Patto verde, in particolare alla sostenibilità ambientale dei progetti presentati.

### Strumento PMI
Lo strumento PMI, focalizzato sulle piccole e medie imprese, ha l'obiettivo di accelerare i processi di crescita su mercati europei e globali delle aziende innovative e delle start-up. Le aziende possono presentare domande di finanziamento "grant only", oppure una domanda di "blended finance" che prevede, oltre al finanziamento tramite grant (tra 0,5 e 2,5 milioni di euro ad azienda) anche un finanziamento in equity.